# Zwiesel (gemeente)
Zwiesel is een gemeente in de Duitse deelstaat Beieren, gelegen in het Landkreis Regen. De stad telt 9.179 inwoners.

## Geografie
Zwiesel heeft een oppervlakte van 41,14 km² en ligt in het zuiden van Duitsland.
Station Zwiesel ligt aan een spoorlijn van Plattling via Deggendorf, zuidwestwaarts, naar Bayerisch Eisenstein noordoostwaarts.

## Economie
Zwiesel is vanouds gekend vanwege zijn glas - en kristalglasfabricage.
Vanwege de aantrekkelijke ligging in het Beierse Woud is ook het toerisme er van belang.

## Geboren
- Lutz Pfannenstiel (1973), voetballer
- Lukas Mühl (1997), voetballer

Achslach ·
Arnbruck ·
Bayerisch Eisenstein ·
Bischofsmais ·
Böbrach ·
Bodenmais ·
Drachselsried ·
Frauenau ·
Geiersthal ·
Gotteszell ·
Kirchberg im Wald ·
Kirchdorf im Wald ·
Kollnburg ·
Langdorf ·
Lindberg ·
Patersdorf ·
Prackenbach ·
Regen ·
Rinchnach ·
Ruhmannsfelden ·
Teisnach ·
Viechtach ·
Zachenberg ·
Zwiesel